# Esther Lofgren
Esther Ruth Lofgren (Long Beach, 28 febbraio 1985) è una canottiera statunitense.

## Palmarès

### Olimpiadi
- 1 medaglia:
  - 1 oro (Londra 2012 nell'otto)

### Mondiali
- 5 medaglie:
  - 2 ori (Karapiro 2010 nell'otto; Lake Bled 2011 nell'otto)
  - 2 argenti (Linz 2008 nel quattro senza; Poznań 2009 nel quattro senza)
  - 1 bronzo (Eton 2006 nel quattro senza)